# بندياكة رفيعة الأوراق
بندياكة رفيعة الأوراق (الاسم العلمي:Pandiaka angustifolia) هي نوع من النباتات تتبع جنس البندياكة من الفصيلة القطيفية.